# Особняк Хлебниковых (Кунгур)
Особняк Хлебниковых в городе Кунгур на улице Карла Маркса, 11.                                                                                                
Хлебников Кирилл Тимофеевич — русский путешественник, исследователь Камчатки и Северо-Западной (русской) Америки. Особняк расположен в центре Кунгура, на склоне холма. Дом прямоугольный в плане. Здание одноэтажное на высоком цоколе, с пологой четырехскатной железной кровлей. Цокольный этаж отделен от основного профилированным поясом. Стены здания завершены плоским карнизом значительного выноса. Центральная часть делит главный фасад на три симметричные части. Над тремя центральными окнами расположены круглые ниши, над боковыми — ромбовидные. Все здание выстроено из большемерного кирпича на известковом растворе. Цокольный этаж разделен капитальными стенами на шесть комнат, основной — на четыре, из которых одна парадная.